# Сад Здравия
«Сад Здравия» (Ein Gart der Gesundheit) — книга, напечатанная в 1485 году Петером Шёффером. Она стала одним из первых печатных травников и одним из самых известных предшественников фармакопей. «Сад Здравия» внёс большой вклад в становление научной фармацевтики, особенно в области фармакогнозии — науки о лекарственных растений. В 435 главах книги описаны 382 растения, 25 ядов животного происхождения и 28 минералов.

## История создания
Подготовительная работа началась ещё в 1470-х годах. Заказчиком стал Бернгард фон Брайденбах(ок. 1440—1497), богатый майнцский каноник. Помимо него в деле принял участие издатель Петер Шёффер, бывший сотрудник Гутенберга. Составителем (компилятором) «Сада» был франкфуртский городской врач Иоганн Воннеке фон Кауб (ок. 1430—1503/1504). Эрхард Ройвих из Утрехта выполнил часть иллюстраций. Работа над текстом «Сада» завершилась уже в 1483 году, и сам текст был передан издателю, однако большая часть иллюстраций Ройвиха ещё не была готова. В том же 1483 году Ройвих и Брейденбах отправились в паломничество в Палестину. Как раз во время путешествия Ройвих имел возможность сделать более качественные зарисовки средиземноморских растений. Однако Шёффер выпустил книгу до их возвращения.

## Текст
Основой для текста послужили «Книга природы» Конрада фон Мегенберга и «Старый немецкий Мацер», перевод и переработка «Macer floridus» («О свойствах трав») — дидактической поэмы Одо из Мена (XI в.). В XIII веке «Мацер флоридус» был переведён в прозе на тюрингский и силезский, переработан и распространился далее. Одна из рукописей «Мацера» имелась и у Иоганна фон Кауба.

## Иллюстрации
Только четверть из предполагавшихся иллюстраций выполнил Эрхард Ройвих. Главным образом они изображают растения, цветущие весной и ранним летом. Качество рисунков было необычайным для того времени. Остальные иллюстрации были выполнены в спешке и гораздо менее натуралистичны. Частью они основаны на иллюстрациях из рукописных книг.

## Влияние
Книга получила большое признание, в том числе благодаря тому, что стала результатом совместной работы нескольких специалистов (редактора-каноника Брейденбаха, составителя-врача Иоганна фон Кауба, иллюстратора Ройвиха и печатника Шёффера). Это существенно отличало её от предыдущих работ и сделало её наиболее влиятельным источником для более поздних травников. «Сад» выдержал более 60 переизданий (из которых 13 — инкунабулы). Вплоть до XVIII в. он перепечатывался, переводился и редактировался. В числе редакторов были Евхарий Рослин Младший и Адам Лоницер.